# Brachiaria ovalis
Brachiaria ovalis är en gräsart som beskrevs av Otto Stapf. Brachiaria ovalis ingår i släktet Brachiaria och familjen gräs. Inga underarter finns listade i Catalogue of Life.